# Jakob Scheiffelhut
Jakob Scheiffelhut   (Augsburg, 19 de maig de 1647 - Augsburg, 2 d'agost de 1709) va ser un músic i compositor alemany del Barroc.
Jakob Scheiffelhut va rebre la seva formació musical al "St. Anna d'Augsburg Kantorei" sota Tobias Kriegsdorfer  (1608-1686). D'un músic de la ciutat va rebre lliçons sobre el "ritme de l'instrument". El 1666 va rebre una feina com a gaitejador de la ciutat, amb el permís per actuar a casaments o actes oficials festius. Des del 1673 era mestre instrumental, a més de vents i cordes a l'església de Santa Anna de Kantorei. El 1694 es va convertir en cantor segon del cor de Georg Schmezer (1642-1697), sobre la successió del qual va intentar en va el 1697. Des de 1697 fins a la seva mort, el 1709, va ser director de direcció a la "Barfüßerkirche". Els seus dos matrimonis van produir set fills.
L'obra de Scheiffelhut inclou música espiritual i secular. La música vocal acompanyada en part instrumental consisteix principalment en funerari i música de casament. Totes les obres impreses que es van distribuir àmpliament a Alemanya van ser publicades a Augsburg. Especialment a través de les seves col·leccions "Musical Gemüthsergötzungen", "Lieblicher Frühlings-Anfang" i "Musicalisches Klee-Blat", va ser considerat un important compositor de suite alemany del segle xvii. Va ser lloat entre d'altres pels teòrics de música Johann Mattheson i Wolfgang Caspar Printz en la seva "Historische Beschreibung der edelen Sing- und Kling-Kunst" (Dresden, 1690). Scheiffelhut va ser un dels pioners de la música instrumental francesa a Alemanya.
- Musikalische Gemüths-Ergötzungen erstes Werck. So in Sonaten, Allemanden Couranten, Balletten, Sarabanden, und Giquen“ für 2 Violinen, Baßviole und B.c., (Augsburg, 1681 und 1684)
- Lieblicher Frühlings-Anfang oder Musikalischer Seyten-Klang (Augsburg, 1683), 6 Suiten[2]
- Musikalisches Klee-Blat, Bestehend aus lustigen Preludien, Entréen, Rondeau, Bouréen, Arien, March, Canarien und anderen Stucken für 2 Violinen und Violone (Augsburg, 1707).

Va publicar Lieblicher Frühlings (Augsburg, 1685) i Musikalisches Kleeblatt. Que són dues col·leccions de danses.